# Degerliden
Degerliden är ett naturreservat i Skellefteå kommun i Västerbottens län.
Området är naturskyddat sedan 2001 och är 30 hektar stort. Reservatet omfattar en nordostsluttning ner mot en bäck och består av granskog med tallskog högre upp.